# Carlfriesite
La carlfriesite è un minerale.